# 4717 Канеко
4717 Канеко (4717 Kaneko) — астероїд головного поясу, відкритий 20 листопада 1989 року.
Тіссеранів параметр щодо Юпітера — 3,214.